# Casa Reig (Vilallonga del Camp)
La Casa Reig és una obra de Vilallonga del Camp (Tarragonès) inclosa a l'Inventari del Patrimoni Arquitectònic de Catalunya.

## Descripció
La casa Reig és de planta quadrada i ben proporcionada. Estructuralment consta de planta baixa, pis i golfes. Els murs de la casa han estat emblanquinats, a excepció dels marcs de finestres i portes, que són estructurats amb carreus de pedra, i del sòcol de la façana. La planta baixa té dues portes, una més gran d'arc de mig punt adovellat i l'altra allindada. Al primer pis hi ha dos balcons senzills i les golfes primitives estan ocupades per diverses finestres disposades simètricament. La façana està rematada per una cornisa motllurada que sobresurt.